# Häresiologie
Als Häresiologie wird in der Theologie oder Religionswissenschaft die Lehre von der Häresie (abweichende Lehre bzw. Irrlehre) bezeichnet. In der Häresiologie beschreibt eine Kirche, was sie als Häresie definiert und wie sie Häresie erkennt. Eine Häresiologie stellt immer den subjektiven Standpunkt einer bestimmten Kirche dar.
Die Geschichte der Häresiologie beschreibt, wie die Kirchen zu verschiedenen Zeiten Häresie definiert haben. Damit geht in der Regel auch eine Beschreibung der Orthodoxie als Gegensatz zur Häresie einher, so dass die Geschichte der Häresiologie nah verwandt ist mit der Dogmengeschichte.
Häresiologie ist zu unterscheiden von Häresiographie einer Abhandlung, die Häresien beschreibt. Viele Häresiographien enthalten jedoch häresiologische Motive.